# Paus Stefanus III (IV)
Stefanus III (IV) (Sicilië, ca. 720 - sterfplaats onbekend, 24 januari 772) was paus van 1 augustus 768 tot zijn dood. Hij was een Siciliaan en kwam naar Rome in de tijd van Gregorius III. Hij werd tot paus gekozen na het kortstondige, door geweld afgedwongen, pontificaat van tegenpaus Constantinus II (en tegenpaus Filippus, die slechts één dag in functie was).
Stefanus was een hard man, die in staat werd geacht af te rekenen met Constantinus. In 769 riep Stefanus een synode samen, waar Constantinus tot levenslange boete in het klooster veroordeeld werd. Ook werd besloten dat in het vervolg de paus alleen nog maar door kardinalen benoemd mocht worden en dat leken hier geen bemoeienis mee mochten hebben. Het besluit richtte zich vooral tegen wereldlijke machthebbers en had tot doel misstanden zoals rondom Constantinus en Filippus in de toekomst te voorkomen. Het besluit had tevens tot gevolg dat de onafhankelijkheid van de paus ten opzichte van koningen en andere machthebbers vergroot werd. Het duurde overigens nog wel lange tijd voordat deze besluiten ook consequent werden toegepast : nog wel enkele eeuwen lang zouden wereldlijke machthebbers zich in de praktijk wel degelijk met de pausbenoemingen bemoeien.
Later in hetzelfde jaar (769) doodde de Lombardische koning Desiderius Constantinus, vermoedelijk op aandringen van Stefanus.
Tijdens zijn pontificaat was Stefanus nauw betrokken bij de machtsstrijd tussen Carloman I en Karel de Grote.
Cursief: tegenpaus